# SP Tre Fiori
SP Tre Fiori – klub piłkarski z San Marino z siedzibą w mieście Fiorentino założony w 1949 roku.

## Historia
Klub SP Tre Fiori założony został w 1949 roku. Pierwszym jego sukcesem w historii było zdobycie krajowego pucharu w 1966 roku. Zespół po trofeum to sięgał później jeszcze cztery razy. Drużyna ma na koncie pięć tytułów mistrzowskich, a pierwszy z nich wywalczyła w 1988 roku. Obecnie klub należy do najbardziej utytułowanych drużyn w kraju. W sezonie 2009/2010 zespół zadebiutował w europejskich pucharach. W pierwszej rundzie eliminacyjnej do Ligi Mistrzów spotkał się z mistrzem Andory UE Sant Julià i oba pojedynki zakończyły się remisami 1:1. Dogrywka nie przyniosła rezultatu, a w rzutach karnych zwyciężyli piłkarze UE Sant Julià.

## Europejskie puchary
Legenda do wszystkich tabel:
- Q – runda eliminacyjna, 1/16, 1/8, 1/4, 1/2 – odpowiednia faza rozgrywek, Grupa – runda grupowa, 1r gr – pierwsza runda grupowa, 2r gr – druga runda grupowa, F – finał, R – runda, PO – play-off
- k. – rzuty karne, los. – losowanie, Dogr. – dogrywka, w. – zasada bramek strzelonych na wyjeździe

| Sezon   | Rozgrywki               | Runda | Klub           | Dom     | Wyjazd  | Ogólnie     |
| ------- | ----------------------- | ----- | -------------- | ------- | ------- | ----------- |
| 2009/10 | Liga Mistrzów           | 1Q    | UE Sant Julià  | 1–1     | 1–1     | 2–2, k: 4–5 |
| 2010/11 | Liga Mistrzów           | 1Q    | Rudar Pljevlja | 0–3     | 1–4     | 1–7         |
| 2011/12 | Liga Mistrzów           | 1Q    | Valletta FC    | 0–3     | 1–2     | 1–5         |
| 2018/19 | Liga Europy             | PQ    | Bala Town      | 3–0     | 0–1     | 3–1         |
| 2018/19 | Liga Europy             | 1Q    | Rudar Velenje  | 0–3     | 0–7     | 0–10        |
| 2019/20 | Liga Europy             | PQ    | KÍ Klaksvík    | 0–4     | 1–5     | 1–9         |
| 2020/21 | Liga Mistrzów           | PQ    | Linfield       | 0–2 (N) | 0–2 (N) | 0–2 (N)     |
| 2020/21 | Liga Europy             | 2Q    | Riga FC        | 0–1 (W) | 0–1 (W) | 0–1 (W)     |
| 2022/23 | Liga Konferencji Europy | 1Q    | Fola Esch      | 3–1     | 1–0     | 4–1         |
| 2022/23 | Liga Konferencji Europy | 2Q    | B36 Tórshavn   | 0–0     | 0–1     | 0–1         |
| 2025/26 | Liga Konferencji        | 1Q    | Piunik Erywań  | 1–0     | 0–5     | 1–5         |

## Sukcesy
- Mistrzostwo San Marino: 8

1988, 1993, 1994, 1995, 2009, 2010, 2011, 2020
- Puchar San Marino: 8

1966, 1971, 1974, 1975, 1985, 2010, 2019, 2022
- Superpuchar San Marino: 4

1991, 1993, 2010, 2011